# Franz Goerke
Franz Goerke (* 14. November 1856 in Königsberg; † 14. Mai 1931 in Berlin) war unter anderem Herausgeber, Fotograf, Direktor der Gesellschaft Urania und Gründungsmitglied und Vorsitzender der Freien Photographischen Vereinigung. Das Ziel seines ausgeprägten Engagements für die Verwendung der Fotografie im (natur-)wissenschaftlichen Bereich war sowohl die Etablierung eines visuellen Bildungskonzepts, als auch die Steigerung des Ansehens der Amateurfotografie.

## Leben
Goerke absolvierte eine kaufmännische Ausbildung im Bankwesen. Das Fotografieren gehörte zu seinen Hobbys. Im Oktober 1889 war er Mitbegründer der Freien Photographischen Vereinigung in Berlin, in welcher er die Aufgabe des Schriftführers übernahm. 1912–1919 war Goerke Vorsitzender dieser Vereinigung. Im Jahr 1897 veröffentlichte er „Die Kunst der Photographie“ und wurde gleichzeitig Direktor der Gesellschaft Urania in Berlin. In dieser Institution sollte einem Laienpublikum wissenschaftliche Erkenntnisse zugänglich gemacht werden.
Im Sommer 1898 bereiste Goerke mit dem deutschen Botaniker Hugo Conwentz elf Tage lang mehrere Teile Westpreußens und ging im Winter 1900 vier Tage nach Thorn, um Aufnahmen zu machen. Anschließend überwies er die Bilder dem westpreußischen Provinzialmuseum und hielt Vorträge.
Conwentz beschrieb Goerkes Arbeitsweise so: „Alle diese Unternehmungen, wie Reise, photographische Aufnahmen und Vorträge wurden von G.[oerke] in uneigennütziger Weise ausgeführt.“
Franz Goerke starb 1931 im Alter von 74 Jahren in Berlin und wurde auf dem Alten St.-Matthäus-Kirchhof in Berlin-Schöneberg beigesetzt. Das Grab ist nicht erhalten geblieben.

## Philosophie
Heimat, Bildung, (Amateur-)Fotografie
Auf der 11. (4. ordentlichen) Versammlung des 12. Vereinsjahres der Gesellschaft für Heimatkunde am 28. Oktober 1903 sprach Goerke über „Die Photographie im Dienste der Heimatkunde“ und stellte in seinem Vortrag fest, dass mit wachsender Bedeutung der Fotografien die Zahl der Vereine wuchs. Goerke bemerkte, dass es an der Zeit sei, die Fotografie der Allgemeinheit zur Verfügung zu stellen und die fotografischen Arbeiten in ein „fruchtbringendes, ruhiges Fahrwasser zu leiten.“ Er forderte Berliner Vereine auf, mit ihren Photographien die Berliner Verhältnisse und die Provinz näher zu beleuchten. Fotografie bedeutete für ihn ein historisch unanfechtbares Dokument, das „für das Studium der Geschichte und Kulturgeschichte beredeter sprechen könne, als manche schriftliche Quelle.“ Mit dieser Aussage sah Goerke den Wert für Historiker voraus und forderte deshalb eine systematisch betriebene Sammlungstätigkeit und die Errichtung von fotografischen Archiven. Als Direktor der Freien Photographischen Vereinigung fasste er dies mit den folgenden Worten zusammen: „Hier werden auch der Wissenschaft, der Kulturgeschichte, der Archäologie, wertvolle Dienste geleistet, denn wie leicht kann ein Brand oder sonstiges Ungemach die Zeugen einer blühenden Vergangenheit zerstören, ehe sie im Bilde festgehalten sind.“
Für Goerke stand die Bildung eines geschichtsbewussten Bürgers im Vordergrund. Dieses Ziel versuchte er mit der Etablierung des Mediums Fotografie in der Wissenschaft zu erreichen. Als Hilfsmittel zur Belehrung betrieb er in großem Umfang Projektionsabende und Anschauungsvorträge: „Durch Wort, Bild und Schrift wirkt er anregend und belehrend vornehmlich bei der Jugend und ist stets bestrebt, die Bilder, Garbenbilder und Bewegungsbilder nutzbringend für den Unterricht zu gestalten.“

## Werk

### Goerkes Engagement in derFreien Photographische Vereinigung
Im Jahre 1889 gründete Goerke mit 52 weiteren Mitgliedern die Freie Photographische Vereinigung. Erster Vorsitzender wurde Geheimrat Gustav Fritsch, zweiter Vorsitzender Stabsarzt Pfeiffer und erster Schriftführer Franz Goerke. Nach Geheimrat Fritsch und Geheimrat Adolf Miethe wurde Goerke 1912 zum Vorsitzenden der Vereinigung gewählt. Zu den Aufgaben der Vereinigung gehörte es, „die leicht zersplitterten Arbeitskräfte zu sammeln und in bestimmten Richtungen zur Wirkung zu bringen“. Das Augenmerk wurde hier auf die Heimatkunde und den Heimatschutz gelegt, in welchen die Vereinigung viele Aufgaben durch die Fotografie zu lösen sah.
Goerke organisierte wissenschaftliche Tagungen, publizierte Artikel über Diapositiv-Projektoren (1891, 1892) und setzte sich vehement für die kulturelle Legitimation der Amateurfotografen ein. Er pflegte insbesondere den Kontakt zu (natur-)wissenschaftlichen Instituten, um die Wissenschaft und ein aufgeklärtes Publikum höchstmöglich zu fördern. Damit ein zahlreiches Publikum erreicht wurde, führte Goerke Projektionsabende ein, die zum Teil von ca. 300 Zuschauern besucht wurden. Viele dieser Abende gestaltete Goerke durch eigene Vorträge selbst. Durch diese Veranstaltungen wurde Goerke zum Herzen des Systems der gehobenen Berliner Gesellschaft. Sein Engagement wurde außerordentlich geschätzt, da er den Institutionen und einem großen Publikum die Möglichkeit zum Austausch gab. Ab 1899 wurde eine Mustersammlung angelegt, in welcher die Mitglieder die Gelegenheit haben sollten „in Ruhe und Muße aus fremden Leistungen Anregung zu eigenen Arbeiten zu schöpfen.“ Da jedoch die Fortschritte so groß und die Ausstellungen im In- und Ausland so zahlreich waren, dass sie den Rahmen sprengten, wurden die fotografischen Werke in die Bibliothek der Freien Photographischen Vereinigung überführt.

#### Denkschrift zum 20-jährigen Bestehen derFreien Photographischen Vereinigung
Zum 20-jährigen Bestehen der Vereinigung veröffentlichte der Direktor eine durch photographische Reproduktionen ausgestattete „Denkschrift“. In diesem Rückblick der Vereinsgeschichte bezeichnet er den Verein als „fruchtbaren Boden“ für die damalige Amateurfotografie, da deren Verbreitung durch den Verein mit Nachdruck gefördert wurde. Er beschreibt, dass sich in der Vereinsgeschichte die Fotografie als unentbehrliches Hilfsmittel erwiesen habe, genauso, wie es zum Mittel künstlerischer Betätigung geworden sei. Sein Mitautor Karl Wilhelm Wolf-Czapek schreibt, dass nicht die Berufsfotografen die Fotografie groß gemacht hätten, „sondern jene, die sich ihr nur nebenbei widmeten.“ Wolf-Czapek befürwortet jedoch eine strikte Trennung unter den Liebhaberfotografen zwischen Liebhabern oder Pfuschern. Denn diejenigen, welche aus Zeitmangel oder ungenügender Begabung nicht mehr Schritt halten könnten, würden die Ausbildung einer Berliner Schule behindern. Er geht wiederum auf einen bereits im Jahre 1891 von Goerke gemachten Vorschlag ein, in welchem er den Fotografen empfiehlt, sich in eine Richtung zu orientieren und sich jeweils eine fotografische Aufgabe zu stellen. Goerke selbst wählte sich die heimatliche Landschaft („Illustration der Spree von der Quelle bis zur Mündung“) zum Thema, wie seinen zahlreichen Projektionsvorträgen zu entnehmen ist. Innerhalb des Vereins wurde auf diese Weise die Verwendung von Fotografien vom starren auf das „lebende“ Bild ausgedehnt, was auch laut Wolf-Czapek Vorträge über die Kinematographie belegen:
„Der Kinematograph kann einer der wichtigsten Faktoren im Anschauungsunterricht sein; dies bewies erst vor kurzem wieder ein Vortrag in der Urania: ‚Der Kinematograph im Dienste der Wissenschaft und des Unterrichts‘. […] Das lebende Bild kann eine wichtige Bedeutung für die Verbreitung der Volksbildung erlangen, es kann eine der edelsten Volksunterhaltungen werden, die Kenntnis fremder Länder, das Verständnis der Erfindungen und Entdeckungen erschließen, das Heimatgefühl zu stärken; es kann häufig stärkere Wirkungen erzielen als das unbewegte Bild, und in künftigen Zeiten kann es einst ferner Geschlechtern Zeugnis ablegen von unserem Leben und Treiben, von unserem Fühlen und Streben.“

#### Goerkes Vorträge an den Projektionsabenden derFreien Photographischen Vereinigung
- 1890: Die bayrischen Königsschlösser
- 1890: Oberbayern
- 1894: Sommertage an der Ostsee
- 1894: Die Insel Sylt
- 1895: Die Insel Sylt (Zum Besten des Kaiserin Friedrich-Krankenhauses)
- 1895: Schloss Rheinsberg und Umgebung
- 1895: Die Insel Bornholm (2. Vorträge)
- 1896: Die Internationale Ausstellung für Amateurphotographie im Reichstagsgebäude
- 1897: Eine Seefahrt um die Inseln Usedom und Wollin – In der Kieler Bucht (Erinnerung an die Eröffnung des Nord-Ostsee-Kanals)- Auf der Elbe-Eine malerische Wanderung durch die Mark Brandenburg
- 1897: Der Wiener Camera-Club und seine hauptsächlichen Vertreter der Kunstphotographie
- 1897: Die Seebäder der Pommerschen Küste – Auf der Elbe (Wohltätigkeitsveranstaltung zum Besten der Überschwemmten in Schlesien)
- 1898: Von Memeln nach Ostende
- 1898: Eine malerische Wanderung durch die Mark Brandenburg
- 1898: Reisestudien aus dem Orient (Eine Erinnerung an die offizielle Festfahrt zur Einweihung der Erlöserkirche in Jerusalem)
- 1899: Streifzüge durch Mecklenburg
- 1899: Die Insel Bornholm (Zum wohltätigen Zweck)
- 1900: Die Weichsel von der russischen Grenze bis zur Mündung
- 1900: Aufnahmen von Sobotta aus dem Aquarium in Neapel
- 1900: Eine Erinnerung an die Weltausstellung in Paris
- 1901: Neues aus dem Gebiet der Kinematographie
- 1901: Charakterbilder aus der Mark (Neue Folge)
- 1902: Streifzüge durch Mecklenburg (Neue Serie)
- 1903: Frühlingstage an der Riviera – Neues aus dem Gebiete der Kinematographie
- 1904: An sonnigen Gestaden
- 1905: Zur Erinnerung an Adolf Bastian
- 1906: Die Mosel von der Quelle bis zur Mündung – Kinematographische Vorführungen
- 1906: Photographische Studien aus Mecklenburg (Neue Serie)
- 1907: Die Photographie im Dienste des Heimatschutzes
- 1907: Vorführung des neuen kinematographischen Apparates der "Fr. ph. V."
- 1908: Kinematographische Vorführungen aus dem Leben der Tierwelt
- 1909: Charakterbilder von der deutschen Ostseeküste
- 1909: Neues aus dem Gebiete der Kinematographie

#### Auszug aus Goerkes Vorträge als Tagesordnungspunkte der ordentlichen Sitzungen derFreien Photographischen Vereinigung
- 1892: Über Projektionskunst
- 1893: Geisterphotographie
- 1898: Die Photogravürensammlung nach Gemälden der Berliner Kunstausstellung 1897 und 1898 der Firma Meisenbach, Rissarth & Co.
- 1901: Die Projektion der Panorama-Aufnahmen
- 1901: Der Kine-Meßter (ein neuer Universalapparat für Serienaufnahmen)
- 1905: Die Internationale Ausstellung künstlerischer Photographien in der Königlichen Akademie der Künste
- 1906: Das Vereinsatelier. Rückblicke und Ausblicke
- 1907: Die Photographie im Dienste des Heimatschutzes

### Direktor derGesellschaft Urania
Goerkes intensives Engagement in der Freien Photographischen Vereinigung und in dem Bereich der Wissenschaften zahlte sich aus, so dass er 1897 – auch ohne einen universitären Titel zu tragen – zum Direktor der Gesellschaft Urania ernannt wurde.
Goerke, zu dessen Aufgabe die kaufmännische Leitung zählte, besaß gute geschäftsführende Kompetenzen, so dass das Vermögen der Gesellschaft beträchtlich stieg. Seine Erfahrungen und sein Netzwerk an Bekanntschaften schienen sich gut auf die Entwicklung auszuwirken.
Er setzte sich auch hier insbesondere für die Förderung von Heimatkunde und Heimatschutz ein und hielt Vorträge, die auch für Lehrer und Schüler gedacht waren. Des Weiteren hielt er Vorträge über die Erhaltung von Naturdenkmälern. Auf Wunsch von staatlichen Stellen richtete er ein Archiv ein, das Fotografien von Landschaften, Pflanzen und Tieren beinhaltete. Mit Hilfe seiner Beziehungen zu zahlreichen Amateurfotografen konnte er dieses schnell vergrößern. Das 25-jährige Jubiläum 1913 war einer der Höhepunkt für die Urania: Im physikalischen Experimentiersaal entstanden neue Möglichkeiten für optische und elektrische Experimente. Bis zum Jahre 1930 blieb er Vorsitzender der Urania.

### Sonstiges
Goerke nahm in der Museumskommission des Völkerkundemuseums – geleitet von Rudolf Virchow – teil und wurde schließlich Gründungsmitglied des Bund Heimatschutz. Dort wurde der Freund und Förderer von Heimatkunde und Heimatliebe zum Kassenwart ernannt.
Franz Goerke war zeitweise Mitglied des Vereins für die Geschichte Berlins, erstmals 1892–1894, dann wieder ab 1898. Ein dritter Eintritt ist für das Jahr 1911 nachgewiesen.

### Ausstellungen
Goerke war zunächst für die internationale Ausstellung der Amateurfotografie im Reichstagsgebäude 1896 mitverantwortlich. Rückblickend stellte er fest, dass „wenig von einer künstlerischen Richtung in der eigenen Arbeiten zu merken [sei] und auch später fehlte es an Anregung […].“ Es ist zum größten Teil Goerke zu verdanken, dass die Vereinigung sich innerhalb von neun Jahren einen ausgezeichneten Ruf erarbeitete, so dass nach weiteren Ausstellungen 1905 eine Ausstellung in der Königlichen Akademie der Künste in Berlin stattfand. Wichtige Personen aus Kunst und Wissenschaft – unter ihnen die Landschaftsmaler Walter Leistikow und Max Liebermann, der Direktor der Nationalgalerie von Tschudi und der Professor der Kunstgeschichte Wölfflin – übernahmen ein Amt in der Aufnahmejury. Das Vorwort im Katalog der langersehnten Ausstellung übernahm Matthies-Masuren, der wiederum betonte, dass die Ausstellung den Zweck der Aufklärung und Anregung habe.
Nachdem sich die bisherigen Ausstellungen – mit Ausnahme der Ausstellung im Reichstagsgebäude – auf die Kunstfotografie beschränkten, sollte 1906 eine umfassende Ausstellung in den Räumen des neuen Abgeordnetenhauses veranstaltet werden. Hier wollte Goerke aufzeigen, wie die Fotografie zur Bereicherung auf allen wissenschaftlichen und technischen Gebieten geworden ist.
Den Höhepunkt der 20-jährigen Vereinsgeschichte sieht Goerke in der Dresdner Ausstellung 1909. Hierzu schlossen sich die vier Berliner Vereine Freie Photographische Vereinigung, Deutsche Gesellschaft von Freunden der Photographie, Märkische Gesellschaft von Freunden der Photographie und Verein zur Förderung der Photographie zusammen, um gemeinsam künstlerische und wissenschaftliche Fotografie auszustellen.
Neben seiner Tätigkeit als Organisator, wurde Goerke auch bei internationalen Ausstellungen unter anderem in Wien, Rom, Paris, Brüssel und London als Jurymitglied geschätzt und war zumeist Leiter der deutschen Abteilung. Nachdem der Verband der deutschen Amateurphotographenvereine gegründet worden war, wurde Goerke zum ständigen Leiter der fotografischen Ausstellungen in Deutschland gewählt.

### Arbeiten als Herausgeber

#### „Nach der Natur“
Goerke publizierte gemeinsam mit Richard Stettiner in „Nach der Natur“ Photogravüren nach Originalaufnahmen von Amateurphotographen, im stolzen piktorialistischen Stil. Dieses hatte er „[…] im Auftrage der Deutschen Gesellschaft von Freunden der Photographie und der Freien Photographischen Vereinigung zum Andenken an die internationale Ausstellung für Amateur-Photographie, Berlin 1896, herausgegeben […]“ Sie wurde mit einem hohen Kostenaufwand durch die Photographische Gesellschaft zu Berlin veröffentlicht. In einem beigefügten Text schrieb Richard Stettiner über die Ästhetik der Fotografie. Für Stettiner ist die Fotografie – genauso wie für Goerke – kein Werkzeug für einen einsamen Maler, sondern im Begriff sich als Kunstobjekt zu etablieren. Auf diese Weise sei sie nicht nur ein exaktes Abbild der Natur, sondern ein persönliches Ausdrucksmittel, das besser als jede andere Kunst einen persönlichen Blick auf die Natur werfen kann.

### „Deutschland in Farbenphotographie“
Ab 1913 veröffentlichte Goerke als Herausgeber mit der „Verlagsanstalt für Farbenphotographie Weller und Hüttich“ eine Serie von großformatigen (280 × 360 mm) Themenbänden unter dem gemeinsamen Titel Deutschland in Farbenphotographie. Die Publikationen bestanden aus jeweils 40 Fotodrucken im Format ca. 200 × 160 mm, die einzeln auf schwarze Pappen geklebt und durch ein Fotopergament geschützt wurden. Ergänzt wurden diese ungebundenen Fototafeln durch ein knapp 100-seitiges, gebundenes Textwerk mit den Beiträgen unterschiedlicher Autoren, in dem weitere rund 40, jedoch kleinformatigere Fotografien eingestreut waren. Das jeweilige Gesamtwerk – Großfotografien und Textwerk – wurde in einem aufwändigen Leinenfolder angeboten. Die anfänglich hohe Materialqualität – Goerke startete 1913 mit den Band Die Mark Brandenburg in Farbenphotographie – ließ durch Krieg und Nachkriegsmangel deutlich nach.
Als Zeitdokumente sind insbesondere die Fotografien, die Landschaften, Gebäude und Menschen präsentieren, von besonderem Wert, da zahlreiche der abgebildeten Gebäude seitdem Krieg und Modernisierung zum Opfer gefallen sind. Bereits auf der Platte in Farbe aufgenommen, weichen sie deutlich von dem bis in die 1950er Jahre üblichen Verfahren der Nachcolourierung von Schwarzweißaufnahmen ab und zeigen so die tatsächliche Farbgebung der Architektur und der Trachten zwischen 1910 und 1925.

#### „Die Kunst in der Photographie“
Zwischen 1897 und 1908 brachte Goerke 66 eigenständige Kunstblätter mit dem Namen „Die Kunst in der Photographie“ heraus, in welchen Bilder von Amateurfotografen wie Hugo Henneberg oder Alfred Stieglitz veröffentlicht wurden. Rolf H. Krauss schreibt rückblickend über diese Kunstblätter: “This publication may well be the most important and valuable documentation of art photography in the German language but, because of its rarity, has remained virtually unknown.” („Diese Publikation mag wohl die wichtigste und wertvollste Dokumentation der Kunstfotografie in deutscher Sprache sein, aber aufgrund ihrer Seltenheit blieb sie nahezu unbekannt.“)
Von 1897 bis 1903 wurden sechs Ausgaben im Jahr veröffentlicht. Ab 1904 bis 1907 wurden die Kunstblätter vierteljährlich herausgebracht. Das letzte Jahr umfassten acht selbstständige Ausgaben. Die Publikationen waren nicht gebunden, sondern wurden mit dünnem Karton zusammengehalten. Die Kunstblätter beinhalteten im vorderen Teil eine Gegenüberstellung von Text und Bildern. Im hinteren Teil befinden sich nur noch die für die kunstfotografische Bewegung charakteristischen großformatigen Heliogravüren, doppelchromatischen Gummidrucke und Öldrucke.
Goerkes Vorwort lässt sich entnehmen, dass der Inhalt des ersten Jahrganges dem Camera-Club in Wien, den Berliner Vereinen, dem Photoclub in Paris, der Association de Belge de Photographie und dem Linked Ring gewidmet wurde. Ein reger Austausch zwischen den Vereinen war Goerke wichtig.

#### „Leuchtende Stunden – Eine Reihe schöner Bücher“
Zweck von „Leuchtende Stunden – Reihe schöner Bücher“ ist, sich von Sorgen und Unzufriedenheit zu entfernen und sich eine Anregung zu holen, aus der Genuss geschöpft werden kann. Goerke möchte damit in alle Schichten des Volkes dringen. Auf dem Umschlag seiner „Reihe schöner Bücher“ mahnt er zur Pflege von Bau- und Kunstdenkmälern – Zeugen einer hochentwickelten Kultur. Das Schöne und Unvergängliche, das er in dieser Reihe festhalten will, solle dem Betrachter das Leben verschönern, und die Liebe zur Natur und Kultur bestärken.
- Johannes Trojan: Unsere deutschen Wälder. In: Leuchtende Stunden, Bd. 1, 1911.
- Georg Hermann: Aus guter alter Zeit. In: Leuchtende Stunden, Bd. 2, 1911.
- Artur Fürst: Das Reich der Kraft. In: Leuchtende Stunden, Bd. 3, 1912.
- Walter Bloem: An heimischen Ufern. In: Leuchtende Stunden, Bd. 4, 1912.
- Georg Engel: Auf hoher See. In: Leuchtende Stunden, Bd. 5, 1913.
- Ernst Haeckel: Die Natur als Künstlerin. In: Leuchtende Stunden, Bd. 6, 1913.
- Rudolf Presber: Geweihte Stätten. In: Leuchtende Stunden, Bd. 7, 1914.
- Wilhelm Bölsche: Die deutsche Landschaft in Vergangenheit und Gegenwart. In: Leuchtende Stunden, Bd. 8, 1915.

### Arbeiten als Fotograf (Auswahl)
- 1899: Das Schloss am Meer, Photogravüre, 16,2 × 21,5 cm, Spencer Photographic Archive.
- 1902: Sandunes, out of sight, Photogravure 23,0 × 17,0 cm, Antiq-Photo.
- 1902: Under Storm Clouds, Warnemunde, Photogravure 16,0 × 22,2 cm, Antiq-Photo.
- 1902: Villa Piuma, Sestri Levante, Photogravure, 16,0 × 21,5 cm, Antiq-Photo.

### Erfindung: Panorama-Projektor
Goerke entwickelte zur Vorführung von Landschaftsbildern einen Panorama-Projektor. Mit einem Panorama-Apparat, der einen Bildwinkel von ca. 180 Grad umfasst wird die Landschaft auf einen Film mit dem Format 9 × 31 cm aufgenommen. Das langgestreckte Negativ wird auf eine ebenso große Diapositivplatte kopiert. Bei der Projektion wird das Diapositiv langsam – und vor allem gleichmäßig – mechanisch vor einem Kondensor vorübergeführt. „Man kann bei dieser Art der Projektion recht ansprechende Wirkungen erzielen, besonders wenn sich die Schönheit der Landschaft gegen das Ende der Aufnahme hin steigert.“

## Zitate
„Mögen in dem Wesen der Künstlerischen Photographie auch Grenzen sein, die sich nicht überschreiten lassen, so sollte doch wenigstens das erfolgreiche Streben anerkannt werden, künstlerische Leistungen hervorzubringen und somit die Photographie zu dem zu erheben, was sie sein will – zu einer Kunst.“
„Wir wollten unter dem Schutze der hohen Behörden eine Stätte schaffen, an der wir nicht nur selbst die Projektionskunst fordern und pflegen konnten, sondern an der wir auch anderen wissenschaftlichen Gesellschaften und einzelnen Gelehrten durch diese Pflege von Nutzen zu sein imstande wären.“